# Підлубовська сільська рада (Кармаскалинський район)
Підлу́бовська сільська рада (рос. Подлубовский сельский совет) — муніципальне утворення у складі Кармаскалинського району Башкортостану, Росія. Адміністративний центр — село Підлубово.

## Населення
Населення — 2970 осіб (2019, 2972 в 2010, 3465 в 2002).

## Склад
До складу поселення входять такі населені пункти:
| Населений пункт     | Населення, осіб (2002) | Населення, осіб (2010) |
| ------------------- | ---------------------- | ---------------------- |
| Бекетово, село      | 745                    | 633                    |
| Булякай, присілок   | 162                    | 129                    |
| В'язовка, присілок  | 82                     | 53                     |
| Ляхово, присілок    | 134                    | 94                     |
| Орловка, присілок   | 450                    | 378                    |
| Підлубово, село     | 1051                   | 905                    |
| Рокитовка, присілок | 20                     | 10                     |
| Сарсаз, присілок    | 138                    | 90                     |
| Суук-Чишма, село    | 583                    | 591                    |
| Якти-Куль, присілок | 100                    | 89                     |